# Thermosphaeroma thermophilum
Thermosphaeroma thermophilum е вид ракообразно от семейство Sphaeromatidae.

## Разпространение
Видът е ендемичен за щата Ню Мексико, САЩ.
Вече е изчезнал от дивата природа.